# Electric Dragon 80.000 V
Electric Dragon 80.000 V (エレクトリック·ドラゴン 80000V, Erekutorikku doragon 80000V) es una película tokusatsu japonesa de 2001 escrita y dirigida por Gakuryū Ishii. La historia, con un estilo similar al de un cómic, tiene como protagonistas a Tadanobu Asano y Masatoshi Nagase, quienes interpretan a superhéroes capaces de controlar la electricidad.

## Trama
Cuando era niño, Dragon Eye Morrison se somete a un tratamiento de electroshock por su comportamiento agresivo. Los niveles de pura energía absorbida por su cuerpo a lo largo de los años le permiten canalizar y conducir la electricidad. Morrison, ahora adulto, trabaja en la ciudad como investigador de reptiles y ha aprendido a canalizar su ira mediante la interpretación de ruidos agresivos de guitarra. Mientras tanto, Thunderbolt Buddha, un reparador de televisores convertido en justiciero, que tiene los mismos poderes electroconductores después de un accidente infantil, persigue a jefes criminales y mafiosos. Cuando ambos hombres se enteran de la existencia del otro, Thunderbolt Buddha desafía a Morrison a un enfrentamiento final en los tejados de Tokio.

## Elenco
- Tadanobu Asano – Ojo de Dragón Morrison
- Masatoshi Nagase – Buda del Rayo
- Masakatsu Funaki – Narrador

## Producción
El rodaje se realizó en febrero de 1999 con película en blanco y negro y duró tres semanas.  Fue producida en conjunto con la otra película de Ishii, Gojoe, y ambas películas contaron con los mismos dos actores principales. 

## Banda sonora
El equipo industrial de noise-punk MACH-1.67 de Gakuryū Ishii proporcionó la música propulsora de la película. Posteriormente, la película se utilizaría como telón de fondo visual durante las presentaciones en vivo de la banda. 

## Reralización y recepción
La película se estrenó en el Festival Internacional de Cine de Rotterdam en 2001.  También se proyectó en el Festival Internacional de Cine de Toronto  y en el Festival Internacional de Cine de Busan . 
David Rooney de Variety escribió: "Un regreso de sus thrillers más estructurados como Angel Dust y Labyrinth of Dreams a la anarquía cinética punky de sus primeros trabajos, el inconformista japonés Sogo Ishii ofrece un viaje salvaje".  Mark Schilling de The Japan Times describió la película como "una comedia negra para hipsters y funciona bien en ese nivel, aunque excede su bienvenida",  y Edward Crouse de IndieWire escribió que "la película logra un cierto locura de ciencia ficción."  Tom Mes escribió en el sitio web Midnight Eye: "Un descenso hipercinético de 55 minutos a la locura del punk electrocargado, con una banda sonora de punk/ruido industrial que hace temblar los tímpanos, Electric Dragon 80,000 V trasciende la película para convertirse en una película abrumadora y completa. -Experiencia de inmersión." Electric Dragon 80,000V y su película complementaria Gojoe fueron fracasos comerciales y finalmente provocaron la quiebra de su productora Suncent CinemaWorks Inc.
El distribuidor de películas del Reino Unido Third Window Films,  lanzó una versión en Blu Ray de la película.